# Василевський Олександр Михайлович
Василе́вський Олекса́ндр Миха́йлович (нар. 18 (30) вересня 1895, Нова Гольчиха, Костромська губернія, Російська імперія — 5 грудня 1977, Москва, РРФСР, СРСР)  — радянський військовий діяч, маршал Радянського Союзу (1943), двічі Герой Радянського Союзу (1944, 1945), двічі кавалер ордену Перемога (1944, 1945), кавалер восьми орденів Леніна (1942, 1944, 1945, 1945, 1955, 1965, 1970, 1975). Один з найвизначніших радянських полководців Другої світової війни. Відомий також тим, що є єдиним військоначальником німецько-радянської війни, який формально не потерпів жодної поразки[джерело?].
У роки Німецько-радянської війни Василевський як начальник генерального штабу (1942–1945) брав діяльну участь у розробці й здійсненні практично всіх великих операцій на радянсько-німецькому фронті. З лютого 1945 командував 3-м Білоруським фронтом, керував штурмом Кенігсберга. У 1945 головнокомандувач радянськими військами на Далекому Сході у війні з Японією. У 1949–1953 роках Міністр збройних сил і Військовий міністр СРСР.
На XIX і XX з'їздах обирався членом ЦК КПРС (1952—1961). Депутат Верховної Ради СРСР 2—4-го скликань (1946—1958).

## Біографія

### Ранні роки і початок військової кар'єри
Народився 9 (30) вересня 1895 року в селі с. Нова Гольчиха Костромської губернії у багатодітній родині церковного регента Михайла Олександровича Василевського. Олександр був четвертим за старшинством з восьми братів і сестер.
У 1897 році з сім'єю переїхав в село Новопокровське, де батько Василевського став служити священиком у щойно збудованому кам'яному Вознесенському храмі. Пізніше Олександр Василевський почав навчання в церковнопарафіяльній школі при цьому храмі. У 1909 році закінчив Кінешемське духовне училище і вступив в Костромську духовну семінарію, диплом про закінчення якої дозволяв продовжити освіту в світському навчальному закладі. Брав участь у всеросійському страйку семінаристів.
Він мріяв стати агрономом або землеміром, але Перша світова війна змінила його плани. Він почав навчання в Олексіївському військовому училищі. У травні 1915 року закінчив прискорений курс навчання (4 місяці) і в чині прапорщика був направлений на фронт. З червня до вересня побував у ряді запасних частин і нарешті опинився на Південно-Західному фронті. Навесні 1916 призначений командиром роти. На цій посаді в травні 1916 року брав участь у Брусиловському прориві. Отримав чин штабс-капітана. Звістка про Жовтневу революцію застало Василевського під Аджуд-Ноу, в Румунії, де він вирішив залишити військову службу.
У квітні 1919 року призваний в Червону Армію і направлений в 4-й запасний батальйон, на посаду помічника командира взводу. Через місяць був відправлений як командир загону з 100 чоловік в ступінську волость Єфремівського повіту Тульської губернії для надання допомоги у здійсненні продрозкладки і боротьби з повстанцями.
Василевський був командиром роти, потім командиром батальйону, полку. В грудні 1919 року в складі Тульської дивізії відправляється на Західний фронт для боротьби з інтервентами. У складі 15-ї армії Василевський бере участь у Польсько-радянській війні.

### Міжвоєнний період
Після війни Василевський брав участь у боротьбі з загоном Булак-Балаховича на території Білорусі, до серпня 1921 боровся з селянами в Смоленській губернії.
У 1927 закінчив стрілецько-тактичні курси удосконалення комскладу РСЧА. З відзнакою закінчив курси і був переведений на штабну роботу, про що йому повідомляє В. К. Тріандафіллов безпосередньо по закінченні маневрів. У партію був прийнятий тільки 1938 року, вже під час служби в Генеральному штабі.
З травня 1931 працює в Управлінні бойової підготовки РСЧА. В 1934–1936 роках був начальником відділу бойової підготовки Приволзького військового округу. У 1936 році отримав звання полковника. У 1937 році з відзнакою закінчив Військову академію Генерального штабу.
В жовтні 1937 було нове призначення — начальником 10-го відділення (оперативної підготовки командного складу) 1-го відділу Генштабу. 16 серпня 1938 присвоєно чергове військове звання комбриг. В цей час він бере участь в роботі комісії з аналізу дій РСЧА в ході бойових дій поблизу озера Хасан.

### Друга світова війна
У 1939 році призначений заступником начальника Оперативного управління Генштабу, з виконанням за сумісництвом обов'язків по старій посаді. Брав участь у розробці початкового варіанта плану війни з Фінляндією, пізніше відкинутого Сталіним. З початком радянсько-фінської війни виконував обов'язки відрядженого на фронт першого заступника начальника Генштабу І. В. Смородинова.
Навесні 1940 року очолює урядову комісію з демаркації нового радянсько-фінського кордону, бере участь у переговорах і підписанні мирного договору з Фінляндією.
У травні 1940 року, в результаті кадрових перестановок за підсумками війни в апараті Наркомату оборони і Генштабу, призначений першим заступником начальника Оперативного управління з присвоєнням військового звання комдив. Бере участь у розробці оперативних планів стратегічного розгортання РСЧА на північному, північно-західному та західному напрямках у разі початку бойових дій з Німеччиною.
9 листопада здійснив у складі радянської делегації під керівництвом В. М. Молотова поїздку до Берліна для переговорів з Німеччиною.
1 серпня 1941 року генерал-майор Василевський призначений заступником начальника Генштабу — начальником Оперативного управління. Під час оборони Москви з 5 по 10 жовтня був представником ДКО, забезпечував швидку відправку на Можайський оборонний рубіж відступаючих військ. Василевський зіграв одну з ключових ролей в організації оборони Москви. В найкритичніші дні під Москвою, з 16 жовтня до кінця листопада, коли Генштаб був евакуйований, він очолював у Москві оперативну групу (перший ешелон Генштабу) для обслуговування Ставки.
28 жовтня діяльність оперативної групи була високо оцінена Сталіним — чотирьом було присвоєно чергове звання: Василевському — генерал-лейтенанта, а трьом іншим — генерал-майора. З 29 листопада до грудня 1941, у зв'язку з важкою хворобою Шапошникова, Василевський виконував обов'язки начальника Генштабу. Підготовка контрнаступу під Москвою лягла на плечі Василевського.
З середини квітня по 8 травня 1942 року як представник Ставки знаходився на Північно-Західному фронті, де сприяв спробі ліквідації Дем'янського плацдарму. 26 квітня 1942 Василевському було присвоєно звання генерал-полковник. 9 травня в зв'язку з проривом німцями Кримського фронту відкликаний Ставкою в Москву. Після того як в червні 1942 року в оточення під Ленінградом потрапила 2-а ударна армія генерала Власова, направлений разом з командувачем Волховського фронту Мерецковим в Малу Вішеру для організації виведення військ з оточення.
26 червня 1942 призначений начальником Генштабу, а з 14 жовтня був одночасно заступником наркома оборони СРСР. З 23 липня по 26 серпня — представник Ставки на Сталінградському фронті, направляв спільні дії фронтів в ході оборонного періоду Сталінградської битви. Спланував і підготував контрнаступ під Сталінградом. Ставкою Василевському була доручена координація контрнаступу. Після успішного контрнаступу Василевський до середини грудня проводив ліквідацію угруповання противника в Сталінградському котлі.
16 лютого 1943 року О. М. Василевському було присвоєно військове звання Маршал Радянського Союзу. Це було вкрай незвично, так як всього 29 днів тому йому було присвоєно звання генерала армії.
Василевський координував дії Воронезького і Степового фронтів в Курській битві. Керував плануванням і проведенням Донбаської операції, у визволенні правобережної України та Криму. 10 квітня, в день визволення Одеси, нагороджений орденом «Перемога».
Під час Білоруської операції Василевський координував дії 1-го Прибалтійського і 3-го Білоруського фронтів. Також Василевський координував дії фронтів в ході Прибалтійської операції.
Звання Героя Радянського Союзу Олександру Михайловичу Василевському присвоєно 29 липня 1944 року.
Планування і керівництво початком Східно-Прусської операції здійснював особисто Сталін, Василевський в цей час був зайнятий в Прибалтиці. 18 лютого 1945 року прийшла звістка про загибель командувача 3-го Білоруського фронту Черняховського. У зв'язку з цим Сталін швидко ухвалив рішення призначити Василевського командувачем 3-м Білоруським фронтом, а також ввести Василевського до складу Ставки Верховного Головнокомандування. На посаді командувача фронтом Василевський керував штурмом Кенігсберга.
19 квітня 1945 року Олександр Василевський був нагороджений другим орденом «Перемога».
Потім Василевський успішно провів Земландську операцію, в ході якої війська 3-го Білоруського фронту, спільно з Балтійським флотом, розгромили Земландське угруповання німецьких військ у Східній Пруссії. 26 квітня 1945 року радянські війська оволоділи містом-фортецею Піллау.
Ще влітку 1944 року Сталін повідомив Василевському про плани призначити його головнокомандуючим радянських військ на Далекому Сході після закінчення війни з Німеччиною. Василевський включився в розробку плану війни з Японії 27 квітня 1945 року. Під його керівництвом був підготовлений план Маньчжурської стратегічної наступальної операції, який був схвалений Ставкою і Державним Комітетом Оборони.
У ході підготовки наступу Василевський відвідав вихідні позиції військ, обговорив обстановку з командувачами арміями і корпусами. При цьому були уточнені і скорочені терміни виконання основних завдань, зокрема виходу на Маньчжурську рівнину. На світанку 9 серпня 1945 року, з переходом в наступ, керував діями радянських військ. Всього 24 дня знадобилося радянським і монгольським військам під командуванням Василевського, щоб розгромити в Маньчжурії мільйонну Квантунськую армію Японії.
Другої медалі «Золота Зірка» Василевський був удостоєний 8 вересня 1945 року за вміле керівництво радянськими військами на Далекому Сході під час війни з Японією.

### Післявоєнний період
Після закінчення війни, з 22 березня 1946 по листопад 1948 року, — начальник Генерального штабу ЗС СРСР і заступник міністра Збройних сил СРСР. З 1948 року — перший заступник міністра Збройних сил. З 24 березня 1949 по 26 лютого 1950 — міністр Збройних сил СРСР, потім — Військовий міністр СРСР (по 16 березня 1953).
Після смерті Сталіна військова кар'єра Василевського різко змінилася. У період з 16 березня 1953 по 15 березня 1956 він був першим заступником міністра оборони СРСР, але 15 березня 1956 року його звільняють від займаної посади на особисте прохання.
14 серпня 1956 року стає заступником міністра оборони СРСР з питань воєнної науки. В грудня 1957 року звільнений у відставку за станом здоров'я.
В січня 1959 року призначений генеральним інспектором Групи генеральних інспекторів Міністерства Оборони СРСР (по 5 грудня 1977).
У 1956—1958 роки був першим головою Радянського комітету ветеранів війни, брав активну участь у діяльності організацій ветеранів Великої Вітчизняної війни.
Помер 5 грудня 1977 року. Урна з прахом Олександра Михайловича Василевського була замурована в Кремлівській стіні на Червоній площі в Москві.

## Нагороди
Олександр Михайлович Василевський був двічі удостоєнний звання Герой Радянського Союзу (29 липня 1944 і 8 вересня 1945), також нагороджений:
Орденами:
- 2-ма орденами Перемоги (10 квітня 1944, 6 вересня 1945)
- 8-ма орденами Леніна (21 травня 1942, 29 липня 1944, 21 лютого 1945, 29 вересня 1945, 29 вересня 1955, 29 вересня 1965, 29 вересня 1970, 29 вересня 1975)
- орденом Жовтневої Революції (22 лютого 1968)
- 2-ма орденами Червоного Прапора (3 листопада 1944, 20 червня 1949)
- орденом Суворова I-го ступеня (28 січня 1943)
- орденом Червоної Зірки (1939)
- орденом «За службу Батьківщині в Збройних Силах СРСР» III-го ступеня (30 квітня 1975)

Медалі:
- Медаль «В ознаменування 100-річчя з дня народження Володимира Ілліча Леніна» (1970)
- Медаль «XX років Робітничо-Селянській Червоній Армії» (22.021938)
- Медаль «За оборону Москви»
- Медаль «За оборону Сталінграда»
- Медаль «За взяття Кенігсберга»
- Медаль «За перемогу над Німеччиною у Великій Вітчизняній війні 1941—1945»
- Медаль «За перемогу над Японією»
- Медаль «Двадцять років перемоги у Великій Вітчизняній війні 1941—1945» (1965)
- Медаль «Тридцять років перемоги у Великій Вітчизняній війні 1941—1945 рр.» (1975)
- Медаль «30 років Радянській Армії та Флоту» (19)
- Медаль «40 років Збройних Сил СРСР» (1958)
- Медаль «50 років Збройних Сил СРСР» (1968)
- Медаль «В пам'ять 800-річчя Москви» (1947)

Нагородна зброя:
- Почесна зброя із золотим зображенням Державного герба СРСР (22 лютого 1968)

Іноземні нагороди:
- 2 ордени Сухе-Батора (МНР) у 1966 і 1971 рр.
- Орден Червоного Прапора (Монголія) у 1945 р.
- Орден Народної Республіки Болгарія 1 ступеня у 1974 р.
- Орден Карла Маркса (НДР) у 1975 р.
- Орден Білого лева (ЧСР) у 1955 р.
- Зірка ордена Білого лева «За Перемогу» I ступеня (ЧСР) у 1945 р.
- Чехословацький воєнний хрест 1939 року у 1943 р.
- орден «Виртути Милитари» I-го класу з зіркою у 1946 р.
- Орден Відродження Польщі II і III ступеня у 1968 і 1973 рр.
- «Хрест Грюнвальда» I-го класу (ПНР) у 1946 р.
- Великий офіцер ордену Почесного легіону (Франція) у 1944 р.
- Воєнний Хрест (Франція) у 1944 р.
- Орден Легіон Заслуг ступеня Головнокомандувача (США) у 1944 р.
- Лицар Великого Хреста ордену Британської імперії у 1943 р.
- Золотий орден Партизанської Слави 1 ступеня (Югославія) у 1946 р.
- Орден Національного визволення (Югославія) у 1946 р.
- Орден Державного Прапора (Північна Корея) у 1948 р.

## Військові звання
- - комбриг — присвоєно 16 серпня 1938 р.,
  - комдив — 5 квітня 1940 р.,
  - генерал-майор — 4 червня 1940 р.,
  - генерал-лейтенант — 28 жовтня 1941 р.,
  - генерал-полковник — 21 травня 1942 р.,
  - генерал армії — 18 січня 1943 р.,
  - Маршал Радянського Союзу — 16 лютого 1943 р.